# Tabla de atributos de página
La tabla de atributos de página (PAT) es una extensión al formato de tablas de paginación de ciertos microprocesadores x86 y x86-64. Como los registros de rango de tipo de memoria (MTRRs),  permiten control granulado sobre la forma en que áreas de memoria son cacheadas. Se trata de una característica complementaria a los MTRRs.
A diferencia de los MTRRs, los cuales proporcionan la capacidad de manipular el comportamiento de cacheado para un número limitado de rangos de direcciones físicas, una tabla de atributos de página permite que el comportamiento sea especificado para cada página individual, aumentando significativamente la capacidad del sistema operativo para seleccionar el comportamiento más eficaz para cualquier tarea dada.

## Procesadores
PAT está disponible en procesadores Intel Pentium III y más recientes, así como de otros manufacturadores.